# 青龙潭路
青龙潭路，安徽省合肥市西南城区的主干道，亦称青龙路或青龙大道。道路北起石门路，南至深圳路。沿路有桃花供电局、青龙潭功德园、合肥经济技术开发区铁路货场、合肥大地学校、古埂公园、丽景湖公园、潭冲河公园、肥西县中医院新区、肥西县工人文化宫、复旦大学附属儿科医院安徽医院深圳路院区等。

## 轨道交通
- █ 3号线：乐平站⇄北张站